# فخ مالتوسي

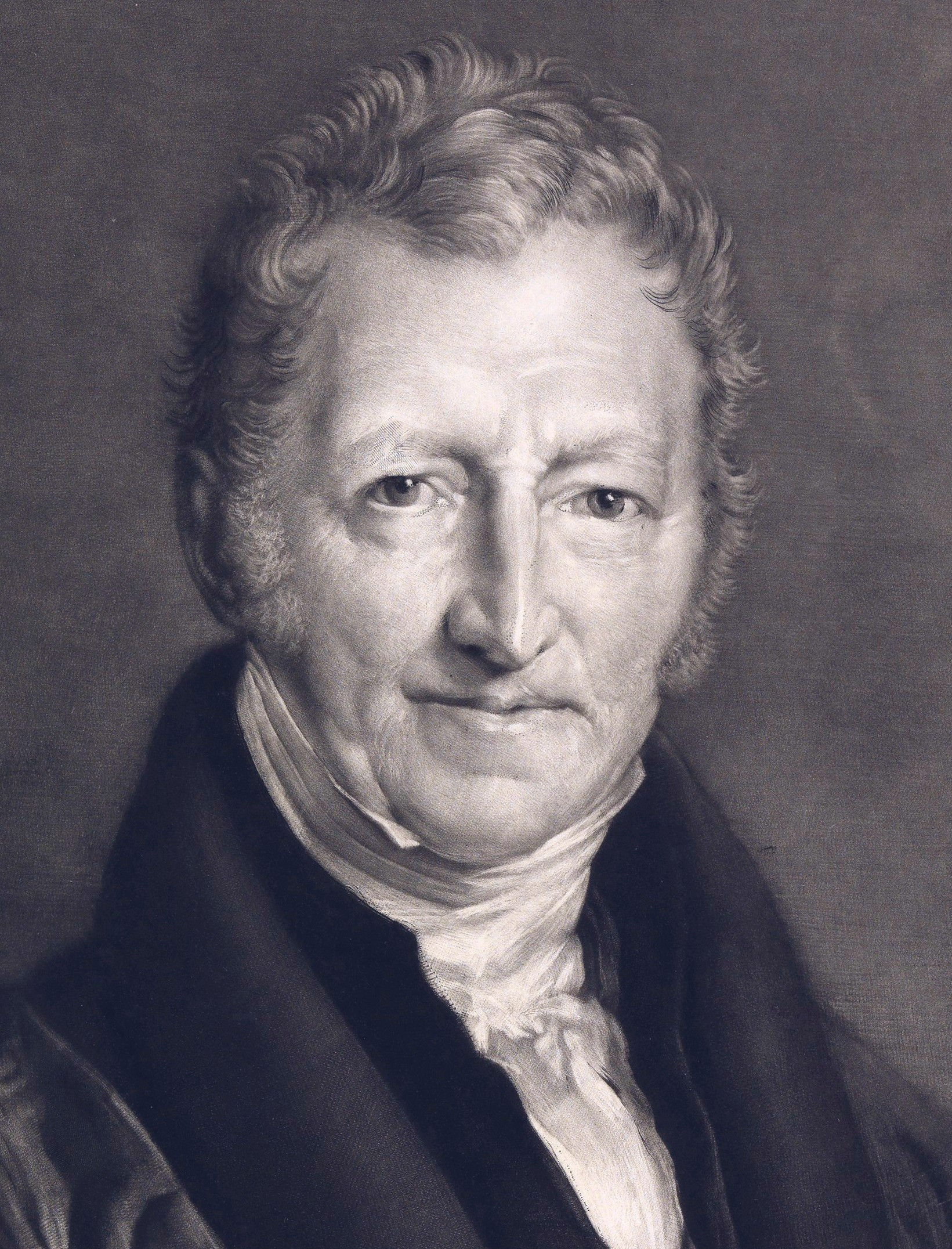

الفخ المالتوسي أو فخ تعداد السكان هو حالة يتوقف فيها النمو السكاني بسبب نقص الإمدادات الغذائية، ما يؤدي إلى المجاعة. سميت نسبةً لتوماس روبرت مالتوس، الذي اقترح أن التقدم التكنولوجي يمكن أن يزيد إمدادات المجتمع من الموارد، مثل الغذاء، وبالتالي يتحسن مستوى المعيشة، ووفرة الموارد ستؤدي إلى تزايد النمو السكاني، ما سيعيد حصة الفرد إلى مستواها الأصلي. يزعم بعض الاقتصاديين أنه منذ الثورة الصناعية خرجت البشرية من هذا الفخ. ويعارضهم آخرون بدليل استمرار الفقر المدقع مما يدل على أن الفخ المالتوسي ما زال قائمًا. يطرح أخرون رأيهم، إذ يرون أن نقص الغذاء إلى جانب التلوث المفرط في البلدان النامية دليل ملموس على هذا الفخ.

## النظرية المالتوسية

### حجة مالتوس النظرية
يرى مالتوس أن لدى المجتمع نزعة طبيعية لزيادة عدد سكانه، وهذه النزعة تجعل من النمو السكاني أفضل مقياس لسعادة شعب ما: «لا تعتمد سعادة بلد ما بشكل كامل على فقره أو ثرواته أو على شبابه أو عمره أو على كون تعداد السكان قليلًا أو كبيرًا، بل تعتمد سعادته على سرعة النمو السكاني فيه، على الدرجة التي تقترب فيها الزيادة السنوية في الغذاء من الزيادة السنوية غير المقيدة للسكان».
بكل الأحوال، تؤدي النزعة للزيادة السكانية إلى دورة طبيعية من الوفرة والنقص:
سنفترض وجود موارد رزق متساوية في بلد ما، ودعم لمواطني هذا البلد. ينصب الجهد المستمر على زيادة السكان، إذ يزداد عدد الأشخاص قبل زيادة موارد الرزق. الغذاء الذي كان يدعم سبعة ملايين سابقًا، يجب توزيعه الآن على سبعة ملايين ونصف أو ثمانية ملايين. بالتالي ستصبح معيشة الفقراء أسوأ، وكثير منهم سوف يعيش في ضيق شديد. إضافةً لتجاوز عدد العمال نسبة العمل في السوق، فيميل سعر العمالة نحو الانخفاض؛ وفي نفس الوقت ستميل أسعار المؤن إلى الارتفاع. نتيجةً لذلك سيترتب على العامل أن يبذل جهدًا أكبر ليكسب ذات المقدار الذي كان يكسبه في السابق. خلال هذا الضيق يصبح الزواج وتربية الأسرة من الأمور الصعبة، ويتوقف النمو السكاني. في هذا الوقت، تكون العمالة رخيصة وفائضة، وتظهر ضرورة زيادة الصناعة بينهم، وذلك يشجع المزارعين على توظيف المزيد من العمال في أراضيهم؛ لتجديد التربة ووضع السماد وتحسين ما حُرث مسبقًا، في نهاية المطاف تعود موارد الرزق إلى ما كانت عليه في الفترة التي انطلقنا منها. ويعود وضع العامل مريحًا بشكل مقبول، وتخف القيود التي كانت تحد من النمو السكاني إلى درجة ما؛ وتتكرر الحركات التراجعية والتقدمية ذاتها فيما يتعلق بالسعادة. - توماس مالتوس، 1798. مقالة في مبدأ السكان، الفصل الثاني.
واجه مالتوس معارضة من الاقتصاديين خلال حياته وبعدها. كان أشد منتقديه بعد عدة عقود هو فريدريك إنجلز.

### التمثيل الحديث للنظرية
طور كومارول أشرف وأوديد غالور التمثيل الحديث للنظرية المالتوسية. وتقترح البنية النظرية لديهما أنه:
(1) للدخل العالي تأثير إيجابي على النجاح في الإنجاب، و(2) الأرض عامل محدود للإنتاج، وللتقدم التكنولوجي تأثير مؤقت فقط في دخل الفرد، في حين أن التقدم التكنولوجي يزيد دخل الفرد على المدى القصير، ستزيد وفرة الموارد الناتجة عن التقدم التكنولوجي النمو السكاني، وفي النهاية ستعيد دخل الفرد إلى مستواه الأصلي على المدى الطويل.
تنبئ النظرية القابلة للاختبار بأنه خلال الفترة المالتوسية كانت الاقتصادات المتقدمة تقنياً تتميز بالكثافة السكانية العالية، لكن مستوى دخل الفرد فيها لم يكن مختلفًا عن مستوى الدخل في المجتمعات المتخلفة تقنيًا.

## دليل لدعم النظرية
تشير الأبحاث إلى أن التفوق التكنولوجي وارتفاع إنتاجية الأرض كان لهما آثار إيجابية كبيرة على الكثافة السكانية، لكن آثارهما ضئيلة على مستوى المعيشة خلال الفترة الزمنية من 1 إلى 1500 ميلادي. وكتب الباحثون أيضًا عن النقص في تطور الأجور بشكل ملحوظ في بقاع مختلفة في العالم لفترات طويلة جدًا من الزمن.
ففي بابل خلال الفترة من 1800 إلى 1600 قبل الميلاد، كان الأجر اليومي للعامل العادي كافياً لشراء نحو 15 رطلاً من القمح. وفي أثينا الكلاسيكية في نحو 328 قبل الميلاد كانت الأجور تشتري 24 رطلاً من القمح. في إنجلترا في عام 1800 ميلادي، كان الأجر يساوي نحو 13 رطلاً من القمح. على الرغم من التطورات التكنولوجية في هذه المجتمعات فإن الأجور اليومية بالكاد كانت متباينة. في بريطانيا ما بين 1200 و1800، حدثت تقلبات بسيطة نسبيًا في متوسط الأجور الحقيقية. وهذا بعد انخفاض عدد السكان بسبب الموت الأسود والأوبئة الأخرى، بلغ الدخل الحقيقي في بريطانيا ذروته حوالي 1450-1500 وبدأ في الانخفاض حتى الثورة الزراعية البريطانية. يفترض المؤرخ والتر سكايدل أن موجات الطاعون التي أعقبت تفشي الموت الأسود في جميع أنحاء أوروبا كان لها تأثير كبير، فغيرت النسبة من الأرض إلى اليد العاملة، مما قلل من قيمة الأرض وزاد من قيمة اليد العاملة، بالتالي انخفضت اللا مساواة الاقتصادية بسبب تدهور حال أرباب العمل وملاك الأراضي وفي نفس الوقت تحسن مستوى معيشة العمال. ويقول إن «التحسن الملحوظ في مستويات معيشة السكان العاملين كان متجذرًا في المعاناة والموت المبكر لعشرات الملايين على مدار عدة أجيال». ولكن عكس تأثير التسوية هذا من خلال «الانتعاش الديموغرافي الذي أدى إلى تجدد الضغط السكاني».
نشر روبرت فوغل دراسة عن الأعمار والتغذية تشتمل فترة تمتد إلى ما قبل مالتوس بقرن وتصل إلى القرن التاسع عشر، وعاينت هذه الدراسة سجلات المواليد والوفيات الأوروبية والسجلات العسكرية وغيرها من الطول والوزن، ووجدت نسبة عالية من القصر في الطول والوزن المنخفض مما يدل على الجوع المزمن وسوء التغذية. إضافة لمعدل عمري قصير يعزى إلى سوء التغذية المزمن الذي ترك الأشخاص عرضة للإصابة بالأمراض. بدأ العمر والطول والوزن في الزيادة بشكل منتظم في المملكة المتحدة وفرنسا بعد عام 1750. تتوافق نتائج فوغل مع تقديرات الإمداد الغذائي المتاح.

## نظرة المالتوسية الجديدة
تجسد الزيادة السريعة في عدد سكان العالم منذ عام 1900 الأنماط السكانية المتوقعة لدى مالتوس، إذ شجعت زيادة الإمدادات الغذائية نمو السكان. يمكن استخدام «المالتوسية الجديدة» كتسمية تُصنف الأشخاص الذين يشعرون بالقلق من أن الانفجار السكاني قد يزيد من استنزاف الموارد أو التدهور في البيئة إلى درجة تجعلها غير مستدامة. يعبر الكثيرون في الحركات البيئية عن قلقهم إزاء المخاطر المحتملة للنمو السكاني. في عام 1968 نشر عالم البيئة غاريت هاردين مقالة مؤثرة في العلوم مستمدة من النظرية المالتوسية. جادل مقاله «تراجيديا المشاع» بأن «العالم المحدود لا يمكنه دعم سوى عدد محدود من السكان» وأن «الحرية في التكاثر ستجلب الخراب للجميع». نشر نادي روما كتابًا مشهورًا بعنوان حدود النمو في عام 1972. بالإضافة إلى بول أر إرليخ وهو من المالتوسيين الجدد البارزين الذين أثاروا المخاوف لأول مرة في عام 1968 مع نشر كتابه «قنبلة السكان».
من ناحية أخرى، أشار أندريه كاراطائف وزملاؤه في عام 2011 إلى أن ظهور ثورات اجتماعية سياسية كبرى عند الهروب من فخ مالتوس ليست ظاهرة غريبة إنما هي ظاهرة عادية.